# Stylidium trudgenii
Stylidium trudgenii este o specie de plante dicotiledonate din genul Stylidium, familia Stylidiaceae, ordinul Asterales, descrisă de Allen Lowrie și Amp; Kenneally. Conform Catalogue of Life specia Stylidium trudgenii nu are subspecii cunoscute.